# André Weis
André Weis (Boppard, Rhein-Hunsrück-Kreis, Renania-Palatinado, Alemania, 30 de septiembre de 1989) es un futbolista alemán. Juega de portero y su equipo es el Sportfreunde Siegen de la Oberliga Westfalia.

## Trayectoria
Weis integró las divisiones menores del Germania Metternich, el Andernach y el Rübenach hasta su llegada en 2007 a la cantera del TuS Koblenz. En la temporada 2008-09, Weis fue el portero suplente del equipo que por entonces dispitaba la segunda división. Puesto que sus oportunidades eran pocas, se unió al Wilhelmshaven de la cuarta división alemana. En la campaña 2009/10 Weis jugó 32 partidos en la Regionalliga Nord. Regresó al TuS Koblenz en la siguiente temporada jugando un total de nueve partidso en la 3. Liga.
Debido a los problemas financieros del Koblenz, el 20 de junio de 2011, Weis firmó un contrato con opción de compra con el segundo equipo del Stuttgart hasta fines de junio de 2012. Posteriormente, Weis extendió su contrato de manera automática hasta junio de 2013 tras disputar los quince partidos válidos para su renovación.
Luego de la momentánea partida de Bernd Leno del Stuttgart en agosto de 2011, Weis fue ascendido al primer equipo como tercer arquero, sin dejar su puesto como titular en el Stuttgart II. El 17 de febrero de 2012, extendió su contrato hasta junio de 2014.
El 25 de junio de 2013 se anunció que el Ingolstadt 04 de la segunda división alemana fichó a Weis como nuevo refuerzo para la temporada 2013-14.

## Clubes
| Club                          | País     | Año       |
| ----------------------------- | -------- | --------- |
| TuS Koblenz II                | Alemania | 2008-2009 |
| SV Wilhelmshaven              | Alemania | 2009-2010 |
| TuS Koblenz                   | Alemania | 2010-2011 |
| VfB Stuttgart II              | Alemania | 2011-2012 |
| VfB Stuttgart                 | Alemania | 2012-2013 |
| F. C. Ingolstadt 04           | Alemania | 2013-2015 |
| FSV Frankfurt                 | Alemania | 2015-2016 |
| 1. F. C. Kaiserslautern       | Alemania | 2016-2018 |
| SSV Jahn Ratisbona (préstamo) | Alemania | 2017-2018 |
| SSV Jahn Ratisbona            | Alemania | 2018-2020 |
| F. C. Viktoria Colonia        | Alemania | 2020-2021 |
| Fortuna Colonia               | Alemania | 2021-2024 |
| Sportfreunde Siegen           | Alemania | 2024-     |